# 9893 Sagano
9893 Sagano è un asteroide della fascia principale. Scoperto nel 1996, presenta un'orbita caratterizzata da un semiasse maggiore pari a 2,2370219 au e da un'eccentricità di 0,1289384, inclinata di 1,13689° rispetto all'eclittica.
L'asteroide è dedicato all'omonima località nei sobborghi di Kyoto.